# Sebastiano Castagna
Sebastiano Castagna (Aidone, 27 agosto 1868 – Cusae, 5 ottobre 1938) è stato un militare e ingegnere italiano, decorato con la medaglia d'oro al valor militare alla memoria nel corso delle grandi operazioni di polizia coloniale in Africa Orientale Italiana.

## Biografia
Nacque ad Aidone il 27 agosto 1868, figlio di Adolfo Castagna e di Emma De Vecchi. venne arruolato nel Regio Esercito nel 1889 plotone allievi sergenti nel 3º Reggimento genio. Promosso sergente l'anno successivo, e destinato agli zappatori del Corpo speciale d'Africa, sbarcò a Massaua, Eritrea, il 28 ottobre 1890. Quattro anni dopo era trasferito nel Regio corpo truppe coloniali d'Eritrea e dopo avere partecipato alla campagna del 1895-1896, fu posto in congedo nel 1905 con il grado di furiere maggiore. Stabilitosi in Etiopia, si distinse nel suo lavoro guadagnandosi la fiducia degli ambienti della Corte del Negus, venendo nominato Capo dei Lavori Pubblici progettando ed costruendo ponti, strade, acquedotti ed altre opere pubbliche. Ad Addis Abeba, gli venne affidato, fra l’altro, il compito di costruire la chiesa di San Giorgio, la progettazione dell’acquedotto cittadino e la realizzazione di altre importanti opere. Incaricato anche di importanti missioni dal Governo italiano, si dimostrò poi elemento prezioso nell’opera di pacificazione con gli indigeni. Fu ucciso a Cusae il 5 ottobre 1938, dopo essere fuggito ad un tentativo di sequestro da parte di un capo locale, venendo poi insignito della medaglia d'oro al valor militare alla memoria.

### Fonti
1. ↑  Gruppo Medaglie d'Oro al Valore Militare 1965, p. 335.
2. 1 2 3 4 5 6 7 8  Combattenti Liberazione.
3. ↑   Medaglia d'oro al valor militare Castagna, Sebastiano, su quirinale.it, Quirinale. URL consultato l'11 febbraio 2023.
4. ↑  Registrato alla Corte dei conti il 9 gennaio 1940,  registro 1 Africa Italiana, foglio 96.